# Medkovets
Medkovets (Bulgaars: Медковец) is een dorp in oblast Montana in het noordwesten van Bulgarije. Het is de hoofdstad van de gemeente Medkovets. Op 31 december 2018 telde het dorp 1.534 inwoners, terwijl de gemeente Medkovets zo'n 3.500 inwoners telde. De grootste bevolkingsgroep vormen de Bulgaren (79%), gevolgd door grote aantallen  Roma (21%).

## Gemeente Medkovets
De gemeente Medkovets bestaat uit vijf nederzettingen: 
| - Asparoechovo - Medkovets - Pisjoerka - Rasovo - Slivovik |

## Bevolking
Op 31 december 2018 telt het dorp Medkovets 1.534 inwoners, een halvering sinds de val van het communisme. Het inwonersaantal daalt al sinds eind jaren ‘50.  
| dorp Medkovets     | 4.795  | 5.024  | 5.166  | 4.588  | 4.037 | 3.353 | 2.967 | 2.464 | 1.812 | 1.534 |
| gemeente Medkovets | 12.110 | 12.746 | 12.548 | 11.229 | 9.463 | 7.687 | 6.855 | 5.661 | 4.029 | 3.500 |